# Peugeot Typ 113
Der Peugeot Typ 113 ist ein frühes Automodell des französischen Automobilherstellers Peugeot, von dem 1909 im Werk Lille 95 Exemplare produziert wurden.
Die Fahrzeuge besaßen einen Vierzylinder-Viertaktmotor, der vorne angeordnet war und über Kette die Hinterräder antrieb. Der Motor leistete aus 7433 cm³ Hubraum 35 PS.
Es gab die Modelle 113 A und 113 B. Bei einem Radstand von 333,4 cm betrug die Spurbreite 150 cm. Die Karosserieformen Doppelphaeton, Coupé-Landaulet und Limousine boten Platz für vier bis sechs Personen.